# Dolok Manampang
Dolok Manampang is een bestuurslaag in het regentschap Serdang Bedagai van de provincie Noord-Sumatra, Indonesië. Dolok Manampang telt 4570 inwoners (volkstelling 2010).